# Trung Quốc Đồng minh Hội

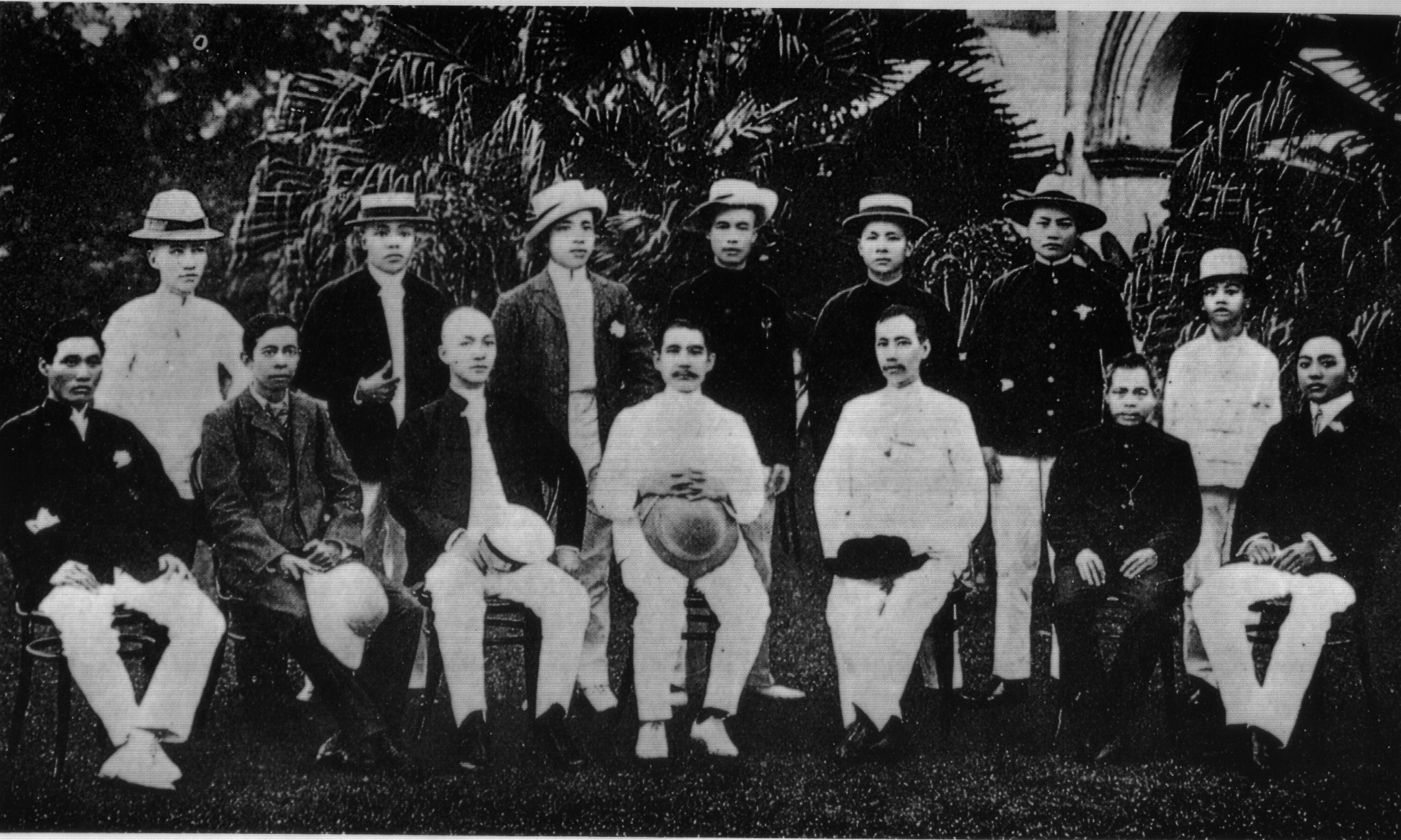
Tôn Trung Sơn (hàng dưới, ngồi ở giữa) và các hội viên Đồng minh Hội tại Singapore.

Trung Quốc Đồng minh Hội, hay còn gọi là Trung Quốc Cách mạng Đồng minh Hội (tiếng Trung: 中國革命同盟會), hay gọi ngắn gọn là Đồng minh Hội hoặc Tongmenghui trong tiếng Anh, là một tổ chức chính trị - xã hội chống nhà Thanh đầu thế kỷ XX. Tổ chức này là một trong những tổ chức tiền thân của chính đảng sớm nhất trong lịch sử Trung Quốc: Trung Quốc Quốc dân Đảng.

## Lịch sử

### Thời kỳ cách mạng

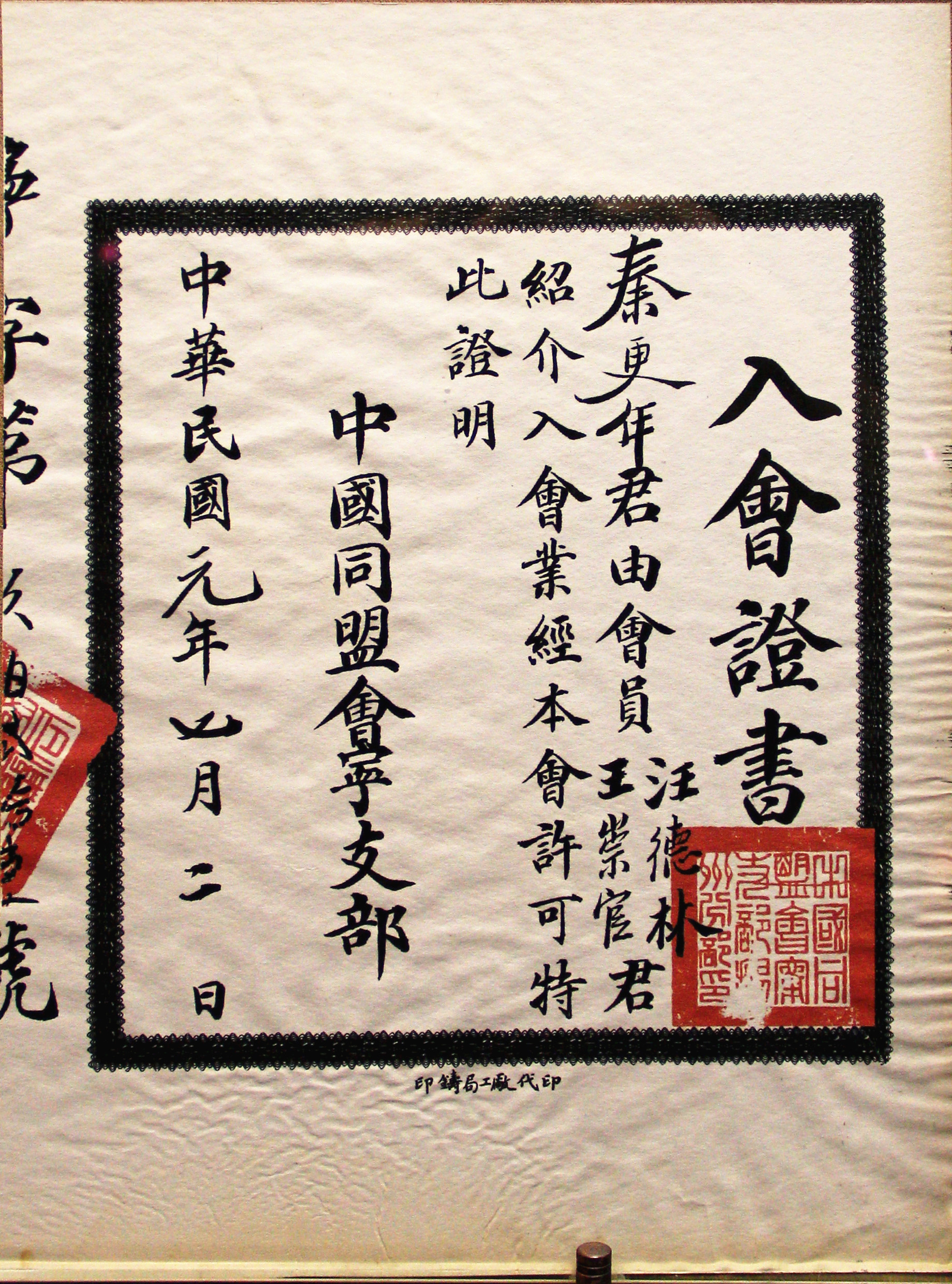
Ủy nhiệm thư của Đồng minh hội.

Hội được thành lập ngày 20 tháng 8 năm 1905 tại Tokyo, Nhật Bản, hình thành từ cuộc vận động hợp nhất các tổ chức hội kín cách mạng trong phong trào kháng Thanh, với các tổ chức nòng cốt là Hưng Trung Hội, Hoa hưng Hội và Quang phục Hội. Hội chủ trương xây dựng cơ sở và phát động khởi nghĩa vũ trang lật đổ vương triều nhà Thanh, kiến lập chính thể Cộng hòa. Các lãnh đạo chủ chốt của Hội gồm Tôn Trung Sơn, Tống Giáo Nhân, Hoàng Hưng, Hoàng Nguyên Tú, Chương Thái Viêm. Hội phát triển mạnh tại Trung Quốc và cả ở các cộng đồng người Hoa ở hải ngoại.
Tuy nhiên, chỉ một năm sau, nội bộ lãnh đạo của Hội phát sinh nhiều bất đồng cả về lý luận cũng như phương lược cách mạng, đặc biệt mâu thuẫn ngày càng gia tăng do ảnh hưởng của những thất bại trong các cuộc khởi nghĩa vũ trang. Sau Cách mạng Tân Hợi, Tôn Văn cùng với các đồng chí đã cải tổ lại Đồng minh Hội, thành lập Quốc dân Đảng, tổ chức tiền thân của Trung Hoa Cách mệnh Đảng và Trung Quốc Quốc dân Đảng.